# Franske fredsaftaler
Dette er en ufuldstændig liste over Franske fredsaftaler.
| Årstal | Navn                                              | Konflikt                     | Modpart                                       |
| ------ | ------------------------------------------------- | ---------------------------- | --------------------------------------------- |
| 1648   | Westfalske fred                                   | Trediveårskrigen             | Tysk-romerske rige                            |
| 1659   | Pyrenæerfreden                                    | Trediveårskrigen             | Spanien                                       |
| 1713   | Freden i Utrecht                                  | Den spanske arvefølgekrig    | England, Portugal                             |
| 1748   | Freden i Aachen (1748)                            | Den østrigske arvefølgekrig  | Østrig, England                               |
| 1763   | Freden i Paris (1763)                             | Syvårskrigen                 | England                                       |
| 1795   | Freden i Basel                                    | Revolutionskrigene           | Preussen, Spanien, Hessen-Kassel              |
| 1797   | Tolentino-traktaten                               | Revolutionskrigene           | Kirkestaten                                   |
| 1797   | Freden i Leoben                                   | Revolutionskrigene           | Østrig                                        |
| 1797   | Freden i Campo Formio                             | Revolutionskrigene           | Østrig                                        |
| 1801   | Firenzetraktaten                                  | Napoleonskrigene             | Kongeriget Napoli                             |
| 1802   | Fredstraktaten i Amiens                           | Revolutionskrigene           | Storbritannien                                |
| 1805   | Freden i Pressburg (1805)                         | Napoleonskrigene             | Østrig                                        |
| 1806   | Poznan-traktaten                                  | Den fjerde koalitionskrig    | Sachsen                                       |
| 1807   | Freden i Tilsit                                   | Den fjerde koalitionskrig    | Preussen, Rusland                             |
| 1810   | Freden i Paris (1810)                             | Den første krig mod Napoleon | Sverige                                       |
| 1814   | Chaumont traktaten                                | Revolutionskrigene           | Preussen, Rusland, Storbritannien, Østrig     |
| 1814   | Freden i Paris (1814)                             | Den sjette koalitionskrig    | Preussen, Rusland, Østrig, Storbritannien     |
| 1815   | Freden i Paris (1815)                             | De hundrede dage             | Preussen, Storbritannien, Østrig              |
| 1856   | Freden i Paris (1856)                             | Krimkrigen                   | Rusland                                       |
| 1871   | Freden i Frankfurt                                | Den fransk-preussiske krig   | Preussen                                      |
| 1918   | Våbenhvilen i Mudros                              | 1. verdenskrig               | Det Osmanniske rige                           |
| 1918   | Våbenhvile med Tyskland                           | 1. verdenskrig               | Tyskland                                      |
| 1920   | Sèvres-traktaten                                  | 1. verdenskrig               | Det Osmanniske rige                           |
| 1920   | Trianon-traktaten                                 | 1. verdenskrig               | Østrig                                        |
| 1920   | Versailles-freden                                 | 1. verdenskrig               | Tyskland                                      |
| 1921   | Fredstraktaten i Ankara                           | Fransk-Tyrkiske krig         | Tyrkiet                                       |
| 1940   | Våbenhvile med Frankrig (Anden Compiègne)         | Slaget om Frankrig           | Tyskland                                      |
| 1943   | Våbenhvile mellem Italien og de allierede styrker | 2. verdenskrig               | Italien                                       |
| 1947   | Fredsaftalerne i Paris (1947)                     | 2. verdenskrig               | Italien, Rumænien, Ungarn, Bulgarien, Finland |